# Palazzo Erizzo alla Maddalena

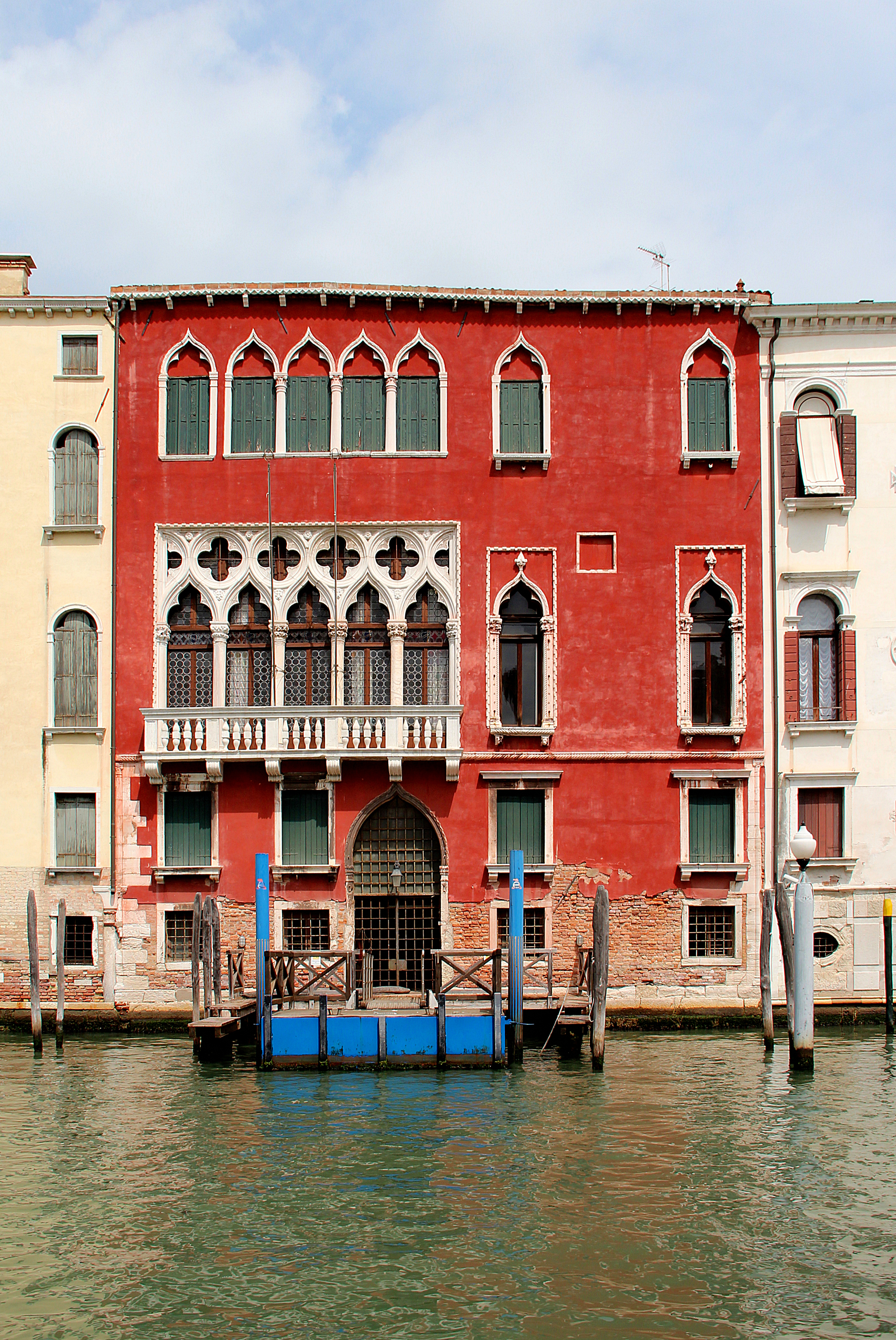
Palazzo Erizzo alla Maddalena

Palazzo Erizzo alla Maddalena, auch Palazzo Molin Erizzo, ist ein Palast in Venedig in der italienischen Region Venetien. Er liegt im Sestiere Cannaregio mit Blick auf den Canal Grande zwischen dem Palazzo Marcello del Majno und dem Palazzo Soranzo Piovene.

## Geschichte
Das Vorgängergebäude kaufte 1454 Bernardo Molin q. Nicolò, Eigentümer des Vorgängergebäudes des heutigen Palazzo Marcello del Majno, von der adligen Familie Zulian nach dem „Jus lateranitatis praelationis“, das dem jeweiligen Nachbarn das Vorkaufsrecht vor den anderen Interessenten gewährte. Bald danach beauftragte der Käufer vermutlich die Aufstockung und die Neugestaltung der Fassade, die aus der Mitte des 15. Jahrhunderts stammt. 1650 fiel das Gebäude durch die Eheschließung von Cecilia Molin mit Giacomo Erizzo an die Familie Erizzo. Es wurde zahlreichen Umbauten unterzogen, die zur Umgestaltung des Erdgeschosses und des Mezzaningeschosses führten.

## Beschreibung

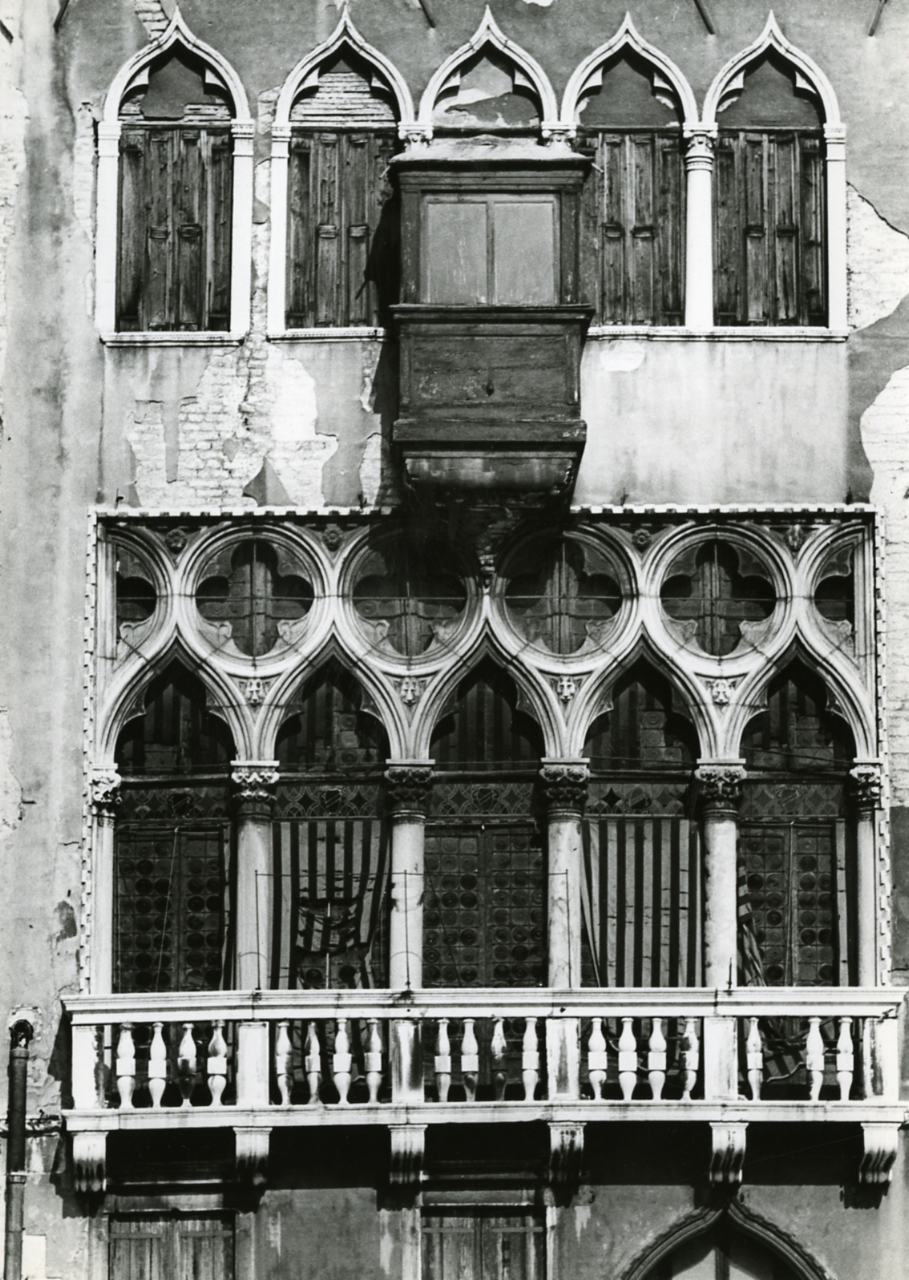
Die Fünffachfenster (Paolo Monti, 1969)

Die Hauptfassade ist eine entschieden gotische Konstruktion. Es gibt zahlreiche Spitzbogenfenster, unter denen das Fünffachfenster im Hauptgeschoss hervorsticht, das deutlich nach links versetzt ist. Das Hauptgeschoss ist mit Arbeiten aus dem 18. Jahrhundert dekoriert, dessen bekannteste die Werke von Andrea Celesti sind; sie zeigen die Taten von Paolo Erizzo, Bailò von Negroponte,  der am 12. Juli 1470 lebendig von den Türken zersägt wurde.